# Eriococcus brachypodii
Eriococcus brachypodii är en insektsart som först beskrevs av Borchsenius och Danzig 1966.  Eriococcus brachypodii ingår i släktet Eriococcus och familjen filtsköldlöss. Inga underarter finns listade i Catalogue of Life.